# Euploea clorinde
Euploea clorinde är en fjärilsart som beskrevs av Otto Staudinger 1889. Euploea clorinde ingår i släktet Euploea och familjen praktfjärilar. Inga underarter finns listade i Catalogue of Life.